# Bahía de Chimbote
La bahía de Chimbote, llamada también bahía El Ferrol, es una entrada del océano Pacífico en la costa norcentral del Perú. En ella se asienta la ciudad de Chimbote.
La bahía de Chimbote es la mayor y segunda más meridional, tras la bahía de Santa, de una serie de entradas del océano Pacífico en la costa de las provincias de Provincia de Casma y Santa en el Departamento de Ancash. 
Se sitúa entre el Cerro de la Juventud o cerro Chimbote y la península del Ferrol, cerrada al norte por la Isla Blanca y al sur por las Islas Ferrol.
En la bahía desemboca el río Lacramarca, encargado de irrigar los humedales de Villa María.
La bahía de Chimbote es un sitio importante y tradicional de pesca artesanal e industrial, aunque en la última mitad del siglo XX comenzó a ser afectado por la contaminación ambiental debido al vertido de desechos industriales de las fábricas de harina de pescado.

## Contaminación ambiental
A mediados de los años 50, se inició con el establecimiento de las principales industrias de la región: la pesquera y la siderúrgica. Esto causó un crecimiento masivo y caótico de la población en la bahía. Esto no fue gratuito, pues supuso una intervención devastadora del litoral, además de causar graves problemas medioambientales en las aguas de la bahía, por el vertido de desechos industriales y domésticos.

## Menciones en la literatura
La bahía de Chimbote ha sido motivo de inspiración para numeroso escritores. Se recopilan las siguientes menciones:
1. El Zorro de Arriba y el Zorro de Abajo (José María Arguedas, 1966)
2. Del Mar a la Ciudad (Óscar Colchado, 1981)